# 德意志戈里茨
德意志戈里茨是奥地利施蒂利亚州拉德克斯堡县的一个市镇。总面积23.26平方公里，总人口1264人，人口密度54.3人/平方公里（2005年）。